# Kościół Matki Bożej Królowej Świata i św. Marcina w Gałązczycach
Kościół Matki Bożej Królowej Świata i św. Marcina – rzymskokatolicki kościół parafialny w Gałązczycach. Świątynia należy do parafii Matki Bożej Królowej Świata i św. Marcina w Gałązczycach w dekanacie Grodków, diecezji opolskiej. 19 stycznia 1954 roku, pod numerem 148/55, kościół został wpisany do rejestru zabytków województwa opolskiego.

## Historia kościoła
Pierwsza wzmianka o kościele w Gałązczycach pochodzi z 1376 roku. Obecna świątynia została wybudowana w 1605 roku, przy zachowanym prezbiterium z wcześniejszej budowli. Kościół został wówczas otoczony kamiennym murem. W 1688 roku został przebudowany i odnowiony. W XX wieku zostały dobudowane wieża i część nawy. W czasie działań wojennych II wojny światowej został uszkodzony. Jego odbudowa i odnowienie miało miejsce w 1954 i 1962 roku.

## Architektura i wnętrze kościoła
Wnętrze świątyni ubogacają m.in. zabytkowe:
- kamienna chrzcielnica z przełomu XVI i XVII wieku,
- kamienną kropielnicę z początku XVII wieku,
- dwie rzeźby (św. Barbary i św. Piotra),
- obraz malowany na drzewie z XVIII wieku oraz
- ludowy krucyfiks.

W zewnętrzne ściany kościoła wmurowano siedem renesansowych płyt nagrobnych z płaskorzeźbionymi postaciami zmarłych i kartuszami herbowymi. Nagrobki pochodzą z końca XVI lub z początku XVII wieku. Ósma płyta nagrobna, pochodząca z początku XVII wieku ma charakter informacyjny (inskrypcyjny). 